# Auguste Denis Fougeroux de Bondaroy
Auguste Denis Fougeroux de Bondaroy (París, 10 d'octubre de 1732 - París, 28 de desembre de 1789) va ser un botànic francès. Va ser el principal col·laborador del botànic Henri Louis Duhamel du Monceau (1700-1782).

## Algunes publicacions
- 1752: Art de travailler les Cuirs dorés et argentées.
- 1762: Art de Tirer des Carrières la Pierre d'Ardoise, de la Fendre et de la Tailler.
- 1763: Mémoire sur la formation des os.
- 1763: Art du Tonnelier.
- 1773: Observations faites sur les côtes de Normandie.